# Coralia
Numele Coralia este un nume feminin de origine greacă ce înseamnă "coral". Coralia derivă de la cuvântul grecesc kor, care înseamnă "fecioară".
De regulă, Fetele numite Coralia își au numele scurtat la Cora, care este pronunțat KOR-ah. O variantă provenită de la Kore sau Corinna. Cora (sau Kore) este un nume găsit în mitologia greacă clasică, care se referă la Persefona. Persefona era zeita primăverii și fiica lui Zeus și a Demetrei, zeita agriculturii. În calitate de soție a lui Hades și regină a infernului, Cora a folosit numele Persefona. 
In Marea Britanie si Statele Unite, numele Coralia este uneori prescurtat la "Cory" care este un nume de gen neutru.

#### Popularitate
Coralia și Cora au fost nume popular in anii 1800. Între 1880 și 1890 a fost un nume comun pentru fete, iar în 1900 a ocupat poziția 55. Potrivit datelor din 2020, numele a scăzut până la poziția 879 în 1988. Recent, a început să devină din nou popular, ajungând în top 100 în 2015.

#### Celebrități cu numele Coralia
Coralia Ríos s-a născut în 1972 în Argentina. Ea este o actriță cunoscută pentru La pasión según Ander (2004) și Letter to Eva (2012).
Coralia Manterola este o actriță cunoscută pentru Amor en tiempos de coca (1997), Encrucijada (2021) și Furia de pandilleros (2002).
Coralia Varga (cunoscută ca și Cory Varga) este o scriitoare de călătorii și o fotografă premiată, cunoscută pentru site-ul său de călătorii You Could Travel  și pentru cartea sa publicată intitulată "Cum să te porți în Japonia" .
Cora Anna Walton (cunoscută Koko Taylor), o cântăreață americană care a câștigat premiul Grammy pentru Cel mai bun album de blues tradițional în 1985.
Cora Mae Brown, prima femeie afro-americană alesă într-un senat de stat din Statele Unite (1952).
Cora Schumacher, o actriță, model, prezentatoare de televiziune și pilot de curse din Germania, prezentă în programe de televiziune germane precum "Top of the Pops", "Marienhof" și "Let's Dance". 
Cora Vander Broek, o actriță americană cunoscută pentru Law & Order: Special Victims Unit, și nominalizată la premiul Tony în 2020 pentru rolul său în piesa de Broadway "Linda Vista". 
Cora Witherspoon, o actriță de caracter pentru scenă și film americană cunoscută pentru rolurile sale în piesa din 1928 "Olympia" și filmul din 1940 "The Bank Dick".
1. ↑  OACT. „Popular Baby Names”. www.ssa.gov. Accesat în 2 ianuarie 2023.
2. ↑  „Coralia Ríos” (în engleză). IMDb. Accesat în 2 ianuarie 2023.
3. ↑  „Coralia Manterola” (în engleză). IMDb. Accesat în 2 ianuarie 2023.
4. ↑  „Cory Varga | You Could Travel” (în engleză). Cory Varga | You Could Travel. 27 ianuarie 2019. Accesat în 2 ianuarie 2023.
5. ↑  „How to behave in Japan: Essential Japanese Manners & Et…” (în engleză). Goodreads. Accesat în 2 ianuarie 2023.
6. ↑  „Cora Mae Brown” (în engleză). Michigan Women Forward. Accesat în 2 ianuarie 2023.
7. ↑  „Cora Schumacher”, Wikipedia (în engleză), 17 august 2022, accesat în 2 ianuarie 2023
8. ↑  „CORA VANDER BROEK” (în engleză). CORA VANDER BROEK. Accesat în 2 ianuarie 2023.
9. ↑  „Cora Witherspoon” (în engleză). IMDb. Accesat în 2 ianuarie 2023.